# ۷۰۶ (خورشیدی)
۷۰۶ هفتصد و ششمین سال هجری خورشیدی است.